# ジェシカ・スティーン
ジェシカ・スティーン（Jessica Steen, 1965年12月19日 - ）は、カナダ・トロント出身の女優である。

## 出演作品

### テレビ
- フラッシュポイント　-特殊機動隊SRU-（ドナ・サビーヌ）
- NCIS 〜ネイビー犯罪捜査班（ポーラ・カシディ）
- CSI:科学捜査班
- SUPERNATURAL スーパーナチュラル
- チャームド〜魔女3姉妹〜
- ザ・プラクティス ボストン弁護士ファイル
- マーダー・ワン
- ER緊急救命室 II
- アース2
- キャプテン・パワー

### 映画
- バレット・イン・ザ・フェイス
- 人間消失　ファイナル・ウォー
- バニシング・シューター
- カオス（カレン・クロス）
- ホスタイル・グラウンド
- スマート・ハウス
- アルマゲドン（ジェニファー・ワッツ）
- Mr.ダマー2 1/2
- アースG889
- キャプテン・パワー スペシャル/帝国の野望
- デッド・エンド/特捜記者ブラティガンの挑戦
- ロック・イン・ブルックリン
- ダーティ・ブル
- ドリーム・トゥ・ビリーヴ
- 人質ティナ16才/FBIレイプ殺人犯を追え!
- リンゼイ・ワグナーのヤング・アゲイン

### オリジナルビデオ
- アナコンダ・アイランド
- スラップ・ショット2